# Egribel (průsmyk)
Průsmyk Egribel (turecky Eğribel Geçidi) je průsmyk v Giresunském pohoří, součásti Východopontských hor, v provincii Giresun v severovýchodním Turecku. Název je odvozen z tureckého eğribel, v překladu „(koňský) hřbet“ podle specifického tvaru sedla. Sedlem v nadmořské výšce 2200 m prochází asfaltová silnice D-865. Vzdálenost z Giresunu na pobřeží Černého moře je 57 km a vzdálenost z města Şebinkarahisar 12,7 km.
Pod průsmykem je plánovaná výstavba 5909 m dlouhého tunelu.

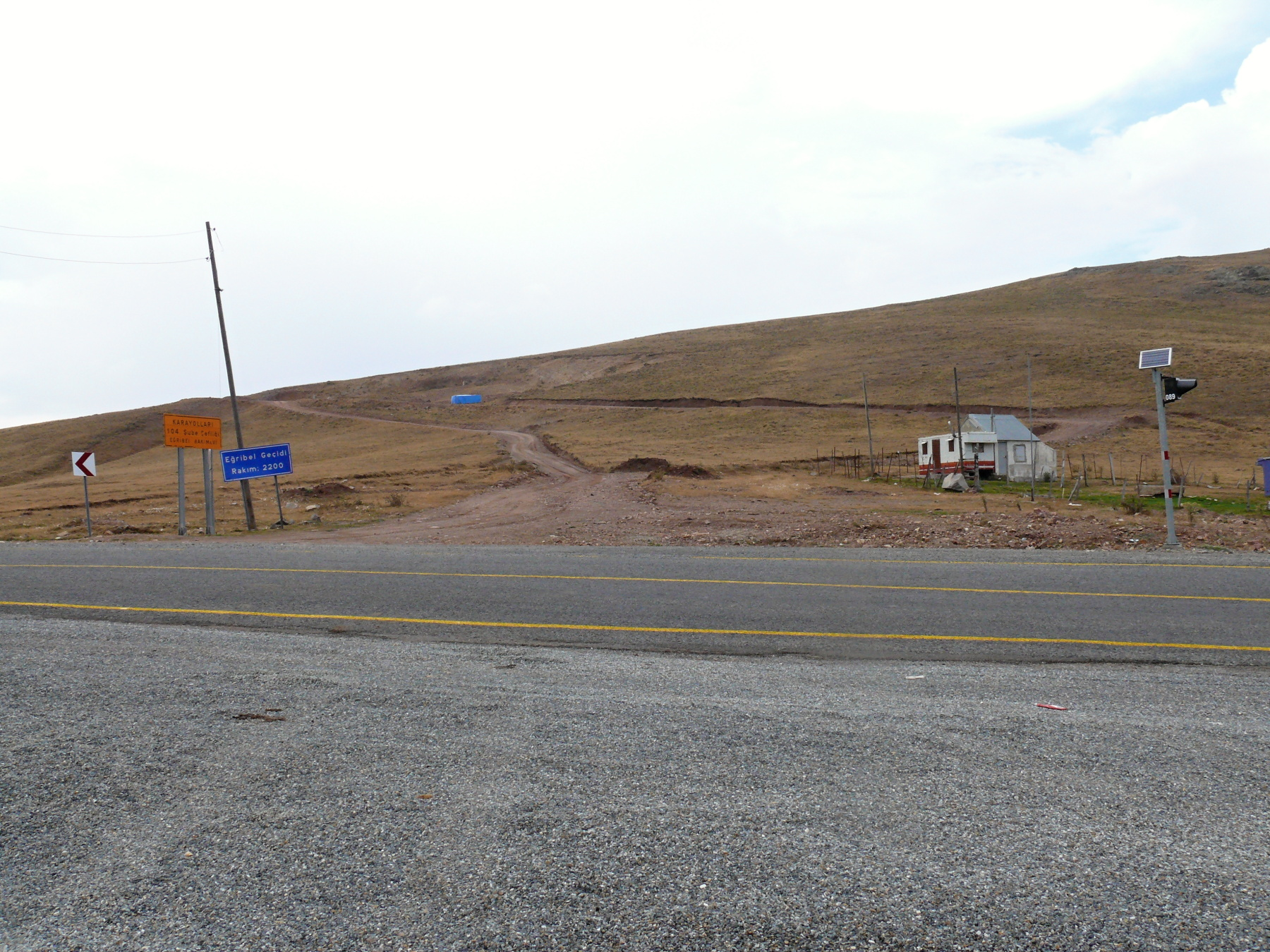
Sedlo se silnicí
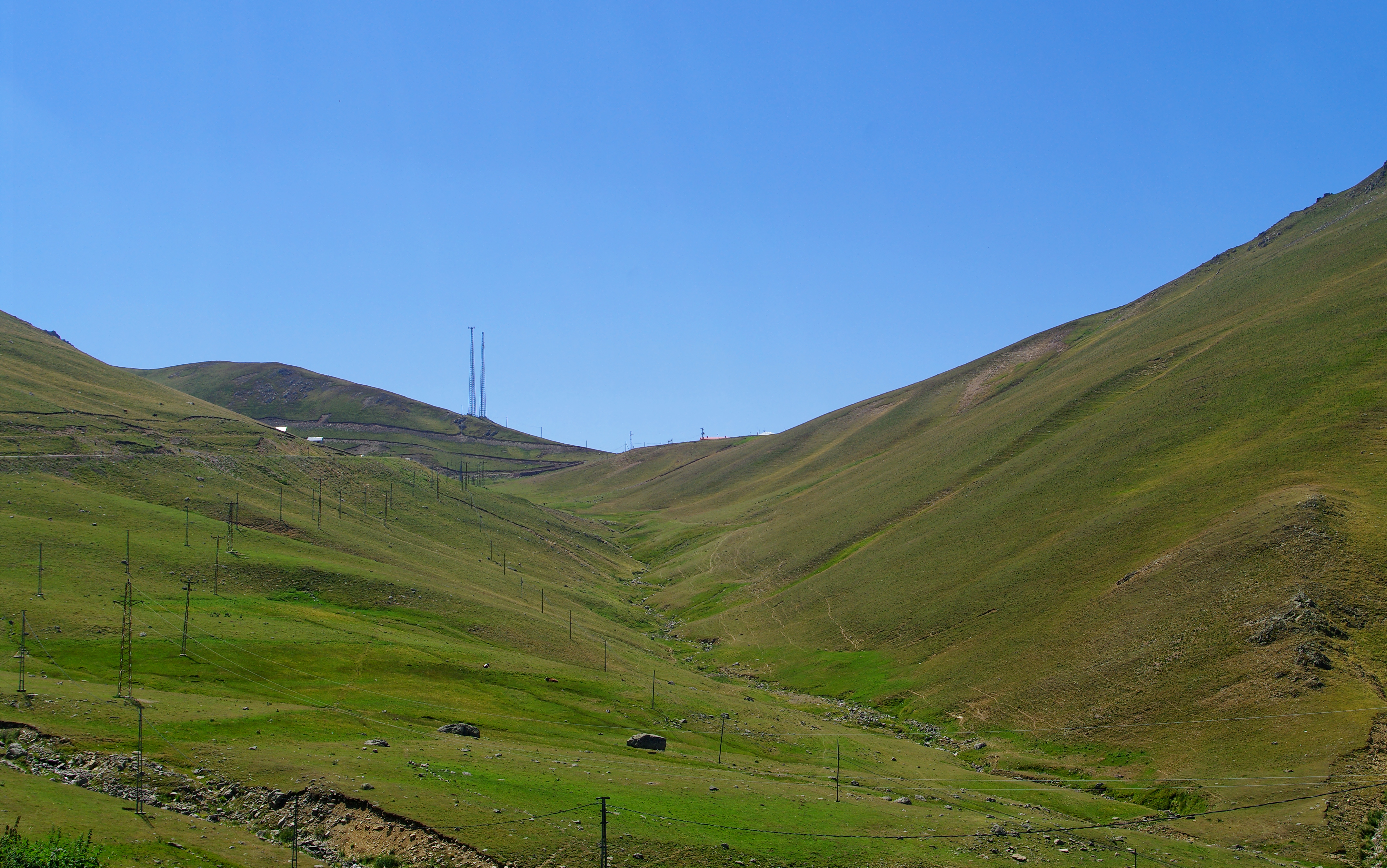
Severní pohled do sedla
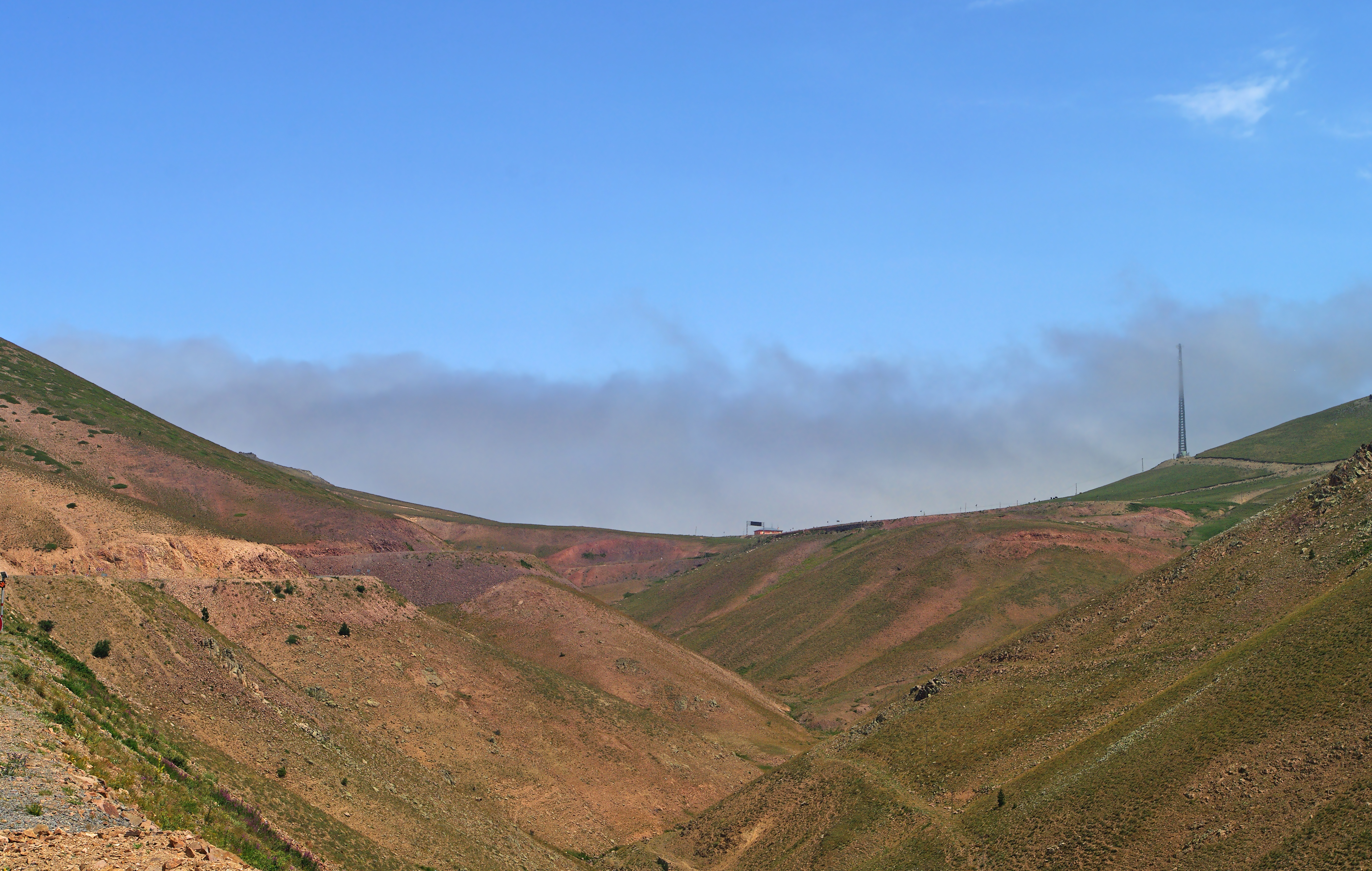
Jižní pohled do sedla